# Lista över Aedes arter
Aedes är ett släkte av stickmyggor (Culicidae).
Enligt Catalogue of Life ingår följande 960 arter i släktet:

- Aedes abnormalis
- Aedes aboriginis
- Aedes abserratus
- Aedes aculeatus
- Aedes adami
- Aedes adenensis
- Aedes adersi
- Aedes aegypti
- Aedes aenigmaticus
- Aedes aerarius
- Aedes africanus
- Aedes agastyai
- Aedes agrihanensis
- Aedes aitkeni
- Aedes akkeshiensis
- Aedes albescens
- Aedes albicosta
- Aedes albifasciatus
- Aedes albilabris
- Aedes albineus
- Aedes albiradius
- Aedes alboannulatus
- Aedes alboapicus
- Aedes albocephalus
- Aedes albocinctus
- Aedes albodorsalis
- Aedes albolateralis
- Aedes albolineatus
- Aedes albomarginatus
- Aedes alboniveus
- Aedes albonotatus
- Aedes albopictus
- Aedes alboscutellatus
- Aedes albotaeniatus
- Aedes albothorax
- Aedes alboventralis
- Aedes alcasidi
- Aedes alektorovi
- Aedes alexandrei
- Aedes alius
- Aedes allotecnon
- Aedes alocasicola
- Aedes alongi
- Aedes aloponotum
- Aedes alorensis
- Aedes alternans
- Aedes alticola
- Aedes amabilis
- Aedes amaltheus
- Aedes amamiensis
- Aedes ambreensis
- Aedes amesii
- Aedes ananae
- Aedes andersoni
- Aedes andrewsi
- Aedes anggiensis
- Aedes angolae
- Aedes angustivittatus
- Aedes angustus
- Aedes annandalei
- Aedes annulipes
- Aedes annulirostris
- Aedes antipodeus
- Aedes aobae
- Aedes apicoannulatus
- Aedes apicoargenteus
- Aedes arabiensis
- Aedes arborealis
- Aedes arboricola
- Aedes argenteitarsis
- Aedes argenteopunctatus
- Aedes argenteoscutellatus
- Aedes argenteoventralis
- Aedes argyrites
- Aedes argyronotum
- Aedes argyrothorax
- Aedes ashworthi
- Aedes asiaticus
- Aedes assamensis
- Aedes atactavittatus
- Aedes atlanticus
- Aedes atropalpus
- Aedes aurantius
- Aedes auratus
- Aedes aureolineatus
- Aedes aureostriatus
- Aedes aureus
- Aedes auridorsum
- Aedes aurifer
- Aedes aurimargo
- Aedes aurites
- Aedes aurivittatus
- Aedes auronitens
- Aedes aurotaeniatus
- Aedes aurovenatus
- Aedes australiensis
- Aedes australis
- Aedes avistylus
- Aedes axitiosus
- Aedes bahamensis
- Aedes baisasi
- Aedes bambiotai
- Aedes bambusae
- Aedes bambusicola
- Aedes bananea
- Aedes bancoi
- Aedes bancroftianus
- Aedes banksi
- Aedes barnardi
- Aedes barraudi
- Aedes becki
- Aedes bedfordi
- Aedes behningi
- Aedes bejaranoi
- Aedes bekkui
- Aedes belleci
- Aedes bequaerti
- Aedes bergerardi
- Aedes berlandi
- Aedes berlini
- Aedes bertrami
- Aedes bevisi
- Aedes bicristatus
- Aedes bimaculatus
- Aedes biocellatus
- Aedes biskraensis
- Aedes blacklocki
- Aedes bogotanus
- Aedes boharti
- Aedes bolensis
- Aedes boneti
- Aedes bonneae
- Aedes bougainvillensis
- Aedes braziliensis
- Aedes breedensis
- Aedes brelandi
- Aedes brevis
- Aedes brevitibia
- Aedes brevivittatus
- Aedes britteni
- Aedes bromeliae
- Aedes brownscutumus
- Aedes brunhesi
- Aedes brygooi
- Aedes buenaventura
- Aedes burgeri
- Aedes burjaticus
- Aedes burnetti
- Aedes burnsi
- Aedes burpengaryensis
- Aedes busckii
- Aedes buxtoni
- Aedes bwamba
- Aedes caballus
- Aedes cacharanus
- Aedes cacozelus
- Aedes caecus
- Aedes calabyi
- Aedes calcariae
- Aedes calceatus
- Aedes caliginosus
- Aedes calumnior
- Aedes campana
- Aedes campestris
- Aedes camptorhynchus
- Aedes canadensis
- Aedes cancricomes
- Aedes candidoscutellum
- Aedes cantans
- Aedes cantator
- Aedes capensis
- Aedes carteri
- Aedes cartroni
- Aedes casali
- Aedes caspius
- Aedes cataphylla
- Aedes cavaticus
- Aedes celebicus
- Aedes centropunctatus
- Aedes chamboni
- Aedes chathamicus
- Aedes chaussieri
- Aedes chelli
- Aedes chemulpoensis
- Aedes chionodes
- Aedes chionotum
- Aedes christophersi
- Aedes chrysogaster
- Aedes chrysolineatus
- Aedes chrysoscuta
- Aedes chungi
- Aedes churchillensis
- Aedes cinereus
- Aedes circumluteolus
- Aedes clelandi
- Aedes clintoni
- Aedes clivis
- Aedes cogilli
- Aedes collessi
- Aedes coluzzii
- Aedes comitatus
- Aedes communis
- Aedes condolescens
- Aedes contiguus
- Aedes continentalis
- Aedes cooki
- Aedes cordellieri
- Aedes corneti
- Aedes coulangesi
- Aedes cozi
- Aedes cozumelensis
- Aedes craggi
- Aedes crassiforceps
- Aedes cretinus
- Aedes crinifer
- Aedes croceus
- Aedes crossi
- Aedes culiciformis
- Aedes culicinus
- Aedes cumminsii
- Aedes cunabulanus
- Aedes curtipes
- Aedes cyprioides
- Aedes cyprius
- Aedes daggyi
- Aedes dahuricus
- Aedes daisetsuzanus
- Aedes daitensis
- Aedes daliensis
- Aedes dalzieli
- Aedes daryi
- Aedes dasyorrhus
- Aedes davidi
- Aedes deboeri
- Aedes deccanus
- Aedes decticus
- Aedes deficiens
- Aedes demeilloni
- Aedes denderensis
- Aedes dendrophilus
- Aedes dentatus
- Aedes derooki
- Aedes deserticola
- Aedes desmotes
- Aedes detritus
- Aedes dialloi
- Aedes diantaeus
- Aedes diazi
- Aedes dissimilierodes
- Aedes dissimilis
- Aedes dmitryi
- Aedes dobodurus
- Aedes dobrotworskyi
- Aedes domesticus
- Aedes doonii
- Aedes dorsalis
- Aedes dorseyi
- Aedes downsi
- Aedes dufouri
- Aedes duplex
- Aedes dupreei
- Aedes durbanensis
- Aedes dybasi
- Aedes dzeta
- Aedes ealaensis
- Aedes eatoni
- Aedes ebogoensis
- Aedes echinus
- Aedes ecuadoriensis
- Aedes edgari
- Aedes edwardsi
- Aedes eidsvoldensis
- Aedes elchoensis
- Aedes eldridgei
- Aedes eleanorae
- Aedes ellinorae
- Aedes elsiae
- Aedes embuensis
- Aedes eritreae
- Aedes esoensis
- Aedes ethiopiensis
- Aedes eucephalaeus
- Aedes euedes
- Aedes euiris
- Aedes euplocamus
- Aedes excrucians
- Aedes explorator
- Aedes falabreguesi
- Aedes fascipalpis
- Aedes feegradei
- Aedes fengi
- Aedes ferinus
- Aedes fijiensis
- Aedes filicis
- Aedes fimbripes
- Aedes fitchii
- Aedes flavescens
- Aedes flavicollis
- Aedes flavifrons
- Aedes flavimargo
- Aedes flavipennis
- Aedes flavopictus
- Aedes fluviatilis
- Aedes fontenillei
- Aedes formosensis
- Aedes formosus
- Aedes fowleri
- Aedes franciscoi
- Aedes franclemonti
- Aedes fraseri
- Aedes freycinetiae
- Aedes fryeri
- Aedes fulgens
- Aedes fulvithorax
- Aedes fulvus
- Aedes fumidus
- Aedes furcifer
- Aedes fuscinervis
- Aedes fuscipalpis
- Aedes fuscitarsis
- Aedes futunae
- Aedes gabriel
- Aedes gaffigani
- Aedes gahnicola
- Aedes galindoi
- Aedes galloisi
- Aedes galloisiodes
- Aedes galloisioides
- Aedes ganapathi
- Aedes gandaensis
- Aedes gandarai
- Aedes gani
- Aedes gardnerii
- Aedes geminus
- Aedes geniculatus
- Aedes geoffroyi
- Aedes geoskusea
- Aedes gibbinsi
- Aedes gilcolladoi
- Aedes gilli
- Aedes gilliesi
- Aedes gombakensis
- Aedes gonguoensis
- Aedes gouldi
- Aedes grabhami
- Aedes gracilelineatus
- Aedes grahamii
- Aedes grantii
- Aedes grassei
- Aedes greenii
- Aedes grenieri
- Aedes gressitti
- Aedes grjebinei
- Aedes grossbecki
- Aedes guamensis
- Aedes guatemala
- Aedes gubernatoris
- Aedes guerrero
- Aedes gurneri
- Aedes gurneyi
- Aedes gutzevichi
- Aedes gyirongensis
- Aedes hakanssoni
- Aedes hakusanensis
- Aedes hancocki
- Aedes hansfordi
- Aedes harbachi
- Aedes harinasutai
- Aedes harperi
- Aedes harrisoni
- Aedes harveyi
- Aedes hastatus
- Aedes hatorii
- Aedes haworthi
- Aedes hebrideus
- Aedes heischi
- Aedes helenae
- Aedes hendersoni
- Aedes hensilli
- Aedes hesperonotius
- Aedes heteropus
- Aedes hexodontus
- Aedes hirsutus
- Aedes hodgkini
- Aedes hogsbackensis
- Aedes hoguei
- Aedes hokkaidensis
- Aedes hollandius
- Aedes hollingsheadi
- Aedes holocinctus
- Aedes homoeopus
- Aedes hoogstraali
- Aedes hopkinsi
- Aedes horotoi
- Aedes horrescens
- Aedes hortator
- Aedes huangae
- Aedes hui
- Aedes humeralis
- Aedes hungaricus
- Aedes hurlbuti
- Aedes ibis
- Aedes idahoensis
- Aedes idanus
- Aedes idjenensis
- Aedes imitator
- Aedes impatibilis
- Aedes imperfectus
- Aedes impiger
- Aedes implicatus
- Aedes impostor
- Aedes imprimens
- Aedes inaequalis
- Aedes incomptus
- Aedes increpitus
- Aedes indonesiae
- Aedes indosinensis
- Aedes inermis
- Aedes inexpectatus
- Aedes infirmatus
- Aedes ingrami
- Aedes inquinatus
- Aedes insolens
- Aedes insolitus
- Aedes intermedius
- Aedes interruptus
- Aedes intrudens
- Aedes ioliota
- Aedes irritans
- Aedes iwi
- Aedes iyengari
- Aedes jacobinae
- Aedes jamesi
- Aedes jamoti
- Aedes japonicus
- Aedes jorgi
- Aedes josephinae
- Aedes josiahae
- Aedes jugraensis
- Aedes juppi
- Aedes kabaenensis
- Aedes kabwachensis
- Aedes kanarensis
- Aedes kapretwae
- Aedes karooensis
- Aedes karwari
- Aedes kasachstanicus
- Aedes katherinensis
- Aedes keefei
- Aedes keniensis
- Aedes kennethi
- Aedes kenyae
- Aedes kesseli
- Aedes khazani
- Aedes kiangsiensis
- Aedes kivuensis
- Aedes kleini
- Aedes knabi
- Aedes knighti
- Aedes kochi
- Aedes kohkutensis
- Aedes kolhapuriensis
- Aedes kompi
- Aedes koreicoides
- Aedes koreicus
- Aedes krombeini
- Aedes krymmontanus
- Aedes kumbae
- Aedes kummi
- Aedes lacteus
- Aedes laffooni
- Aedes laguna
- Aedes lamberti
- Aedes lamborni
- Aedes lambrechti
- Aedes lamelliferus
- Aedes langata
- Aedes laniger
- Aedes laoagensis
- Aedes lasaensis
- Aedes lauriei
- Aedes ledgeri
- Aedes leei
- Aedes leesoni
- Aedes leonis
- Aedes lepchanus
- Aedes lepidonotus
- Aedes lepidus
- Aedes leptolabis
- Aedes lerozeboomi
- Aedes leucarthrius
- Aedes leucomelas
- Aedes leucomeres
- Aedes lewelleni
- Aedes lilii
- Aedes lineatopennis
- Aedes linesi
- Aedes litoreus
- Aedes littlechildi
- Aedes litwakae
- Aedes loi
- Aedes lokojoensis
- Aedes longifilamentus
- Aedes longiforceps
- Aedes longipalpis
- Aedes longirostris
- Aedes longiseta
- Aedes lophoventralis
- Aedes lorraineae
- Aedes lottei
- Aedes lowisii
- Aedes lucianus
- Aedes lunulatus
- Aedes luridus
- Aedes luteifemur
- Aedes luteocephalus
- Aedes luteolateralis
- Aedes luteostriatus
- Aedes luteus
- Aedes luzonensis
- Aedes macdougalli
- Aedes macfarlanei
- Aedes macintoshi
- Aedes mackerrasi
- Aedes macmillani
- Aedes madagascarensis
- Aedes maehleri
- Aedes maffi
- Aedes maffii
- Aedes malayensis
- Aedes malikuli
- Aedes mallochi
- Aedes mamoedjoensis
- Aedes mansouri
- Aedes mariae
- Aedes marinkellei
- Aedes marshallensis
- Aedes marshallii
- Aedes martineti
- Aedes martinezi
- Aedes mascarensis
- Aedes masculinus
- Aedes masoalensis
- Aedes masseyi
- Aedes mathesoni
- Aedes mathioti
- Aedes mattinglyi
- Aedes mattinglyorum
- Aedes maxgermaini
- Aedes mcdonaldi
- Aedes mcintoshi
- Aedes medialis
- Aedes mediolineatus
- Aedes mediopunctatus
- Aedes mediovittatus
- Aedes medleri
- Aedes mefouensis
- Aedes meirai
- Aedes melanimon
- Aedes melanopterus
- Aedes menoni
- Aedes meprai
- Aedes mercurator
- Aedes meronephada
- Aedes metallicus
- Aedes metoecopus
- Aedes michaelikati
- Aedes mickevichae
- Aedes micropterus
- Aedes microstictus
- Aedes mikrokopion
- Aedes milleri
- Aedes milsoni
- Aedes minutus
- Aedes mitchellae
- Aedes mixtus
- Aedes miyarai
- Aedes mjoebergi
- Aedes mohani
- Aedes moloiensis
- Aedes monetus
- Aedes monocellatus
- Aedes monotrichus
- Aedes montanus
- Aedes montchadskyi
- Aedes monticola
- Aedes moucheti
- Aedes mpusiensis
- Aedes mubiensis
- Aedes mucidus
- Aedes muelleri
- Aedes multiplex
- Aedes muroafeete
- Aedes mutilus
- Aedes mzooi
- Aedes natalensis
- Aedes nataliae
- Aedes natronius
- Aedes neoafricanus
- Aedes neogalloisi
- Aedes neogeorgianus
- Aedes neopandani
- Aedes nevadensis
- Aedes ngong
- Aedes nigerrimus
- Aedes nigricephalus
- Aedes nigrinus
- Aedes nigripes
- Aedes nigrithorax
- Aedes nigrocanus
- Aedes nigromaculis
- Aedes nigropterum
- Aedes nigrorhynchus
- Aedes nigrostriatus
- Aedes ningheensis
- Aedes niphadopsis
- Aedes nipponicus
- Aedes nippononiveus
- Aedes nishikawai
- Aedes nivalis
- Aedes niveoides
- Aedes niveoscutum
- Aedes niveus
- Aedes njombiensis
- Aedes nocturnus
- Aedes normanensis
- Aedes notoscriptus
- Aedes novalbitarsis
- Aedes novalbopictus
- Aedes novoniveus
- Aedes nubilus
- Aedes nummatus
- Aedes nyasae
- Aedes nyounae
- Aedes oakleyi
- Aedes obturbator
- Aedes occidentalis
- Aedes oceanicus
- Aedes ochraceus
- Aedes okinawanus
- Aedes oligopistus
- Aedes omorii
- Aedes opok
- Aedes orbitae
- Aedes oreophilus
- Aedes osornoi
- Aedes ostentatio
- Aedes ovazzai
- Aedes pachyurus
- Aedes pagei
- Aedes painei
- Aedes palauensis
- Aedes palawanicus
- Aedes pallens
- Aedes pallidostriatus
- Aedes palmarum
- Aedes palpalis
- Aedes pampangensis
- Aedes panchgangee
- Aedes pandani
- Aedes papago
- Aedes papuensis
- Aedes paradissimilis
- Aedes patersoni
- Aedes patriciae
- Aedes paullusi
- Aedes pecori
- Aedes pectinatus
- Aedes pecuniosus
- Aedes peipingensis
- Aedes pembaensis
- Aedes penghuensis
- Aedes pennai
- Aedes perditus
- Aedes periskelatus
- Aedes perkinsi
- Aedes pernotatus
- Aedes perplexus
- Aedes perryi
- Aedes pertinax
- Aedes perventor
- Aedes pexus
- Aedes phaecasiatus
- Aedes phaeonotus
- Aedes phillipi
- Aedes phoeniciae
- Aedes phyllolabis
- Aedes pillaii
- Aedes pingpaensis
- Aedes pionips
- Aedes pipersalatus
- Aedes plagosus
- Aedes platylepidus
- Aedes plumiferus
- Aedes podographicus
- Aedes pogonurus
- Aedes poicilius
- Aedes pollinctor
- Aedes polynesiensis
- Aedes portonovoensis
- Aedes postspiraculosus
- Aedes poweri
- Aedes procax
- Aedes prominens
- Aedes provocans
- Aedes pseudalbolineatus
- Aedes pseudalbopictus
- Aedes pseudoafricanus
- Aedes pseudodominicii
- Aedes pseudonigeria
- Aedes pseudoniveus
- Aedes pseudonormanensis
- Aedes pseudonummatus
- Aedes pseudoscutellaris
- Aedes pseudotaeniatus
- Aedes pseudotarsalis
- Aedes pubescens
- Aedes pulchrithorax
- Aedes pulchriventer
- Aedes pulcritarsis
- Aedes pullatus
- Aedes pulverulentus
- Aedes punctifemoris
- Aedes punctipes
- Aedes punctocostalis
- Aedes punctodes
- Aedes punctor
- Aedes punctothoracis
- Aedes purpuraceus
- Aedes purpureifemur
- Aedes purpureipes
- Aedes purpureus
- Aedes purpuriventris
- Aedes quadricinctus
- Aedes quadripunctis
- Aedes quadrivittatus
- Aedes quasiferinus
- Aedes quasirubithorax
- Aedes quasirusticus
- Aedes quasiscutellaris
- Aedes quasiunivittatus
- Aedes quinquelineatus
- Aedes ramachandrai
- Aedes ramirezi
- Aedes ratcliffei
- Aedes raymondi
- Aedes reali
- Aedes refiki
- Aedes reginae
- Aedes reinerti
- Aedes rempeli
- Aedes reubenae
- Aedes rhungkiangensis
- Aedes rhyacophilus
- Aedes rickenbachi
- Aedes rimandoi
- Aedes riparioides
- Aedes riparius
- Aedes riversi
- Aedes rizali
- Aedes roai
- Aedes robinsoni
- Aedes rossicus
- Aedes rotanus
- Aedes rotumae
- Aedes rubiginosus
- Aedes rubrithorax
- Aedes rupestris
- Aedes rusticus
- Aedes ruwenzori
- Aedes sagax
- Aedes saimedres
- Aedes saipanensis
- Aedes samoanus
- Aedes sampi
- Aedes sandrae
- Aedes sangitee
- Aedes sangiti
- Aedes saperoi
- Aedes sapiens
- Aedes sasai
- Aedes savoryi
- Aedes saxicola
- Aedes scanloni
- Aedes scapularis
- Aedes scatophagoides
- Aedes schicki
- Aedes schizopinax
- Aedes schlosseri
- Aedes schroederi
- Aedes schtakelbergi
- Aedes schwetzi
- Aedes scutellalbum
- Aedes scutellaris
- Aedes scutoscriptus
- Aedes seampi
- Aedes seatoi
- Aedes sedaensis
- Aedes segermanae
- Aedes semlikiensis
- Aedes senyavinensis
- Aedes seoulensis
- Aedes septemstriatus
- Aedes sergievi
- Aedes serratus
- Aedes sexlineatus
- Aedes seychellensis
- Aedes shannoni
- Aedes shehzadae
- Aedes sherki
- Aedes shintienensis
- Aedes shortti
- Aedes sibiricus
- Aedes sierrensis
- Aedes silvestris
- Aedes simanini
- Aedes simlensis
- Aedes simplex
- Aedes simpsoni
- Aedes simulans
- Aedes sinensis
- Aedes sinkiangensis
- Aedes sintoni
- Aedes smithburni
- Aedes soleatus
- Aedes sollicitans
- Aedes solomonis
- Aedes sorsogonensis
- Aedes spencerii
- Aedes spilotus
- Aedes spinosipes
- Aedes spinosus
- Aedes squamiger
- Aedes stanleyi
- Aedes stenei
- Aedes stenoetrus
- Aedes stenoscutus
- Aedes stevensoni
- Aedes sticticus
- Aedes stigmaticus
- Aedes stimulans
- Aedes stokesi
- Aedes stonei
- Aedes stoneorum
- Aedes stramineus
- Aedes strelitziae
- Aedes stricklandi
- Aedes subalbirostris
- Aedes subalbitarsis
- Aedes subalbopictus
- Aedes subargenteus
- Aedes subauridorsum
- Aedes subbasalis
- Aedes subdentatus
- Aedes subdiversus
- Aedes subniveus
- Aedes subtrichurus
- Aedes sudanensis
- Aedes suffusus
- Aedes sumidero
- Aedes surcoufi
- Aedes sureilensis
- Aedes sylvaticum
- Aedes sylvaticus
- Aedes synchytus
- Aedes syntheticus
- Aedes tabu
- Aedes taeniarostris
- Aedes taeniorhynchoides
- Aedes taeniorhynchus
- Aedes tahoensis
- Aedes taiwanus
- Aedes tarsalis
- Aedes tauffliebi
- Aedes taylori
- Aedes teesdalei
- Aedes tehuantepec
- Aedes terrens
- Aedes thailandensis
- Aedes thelcter
- Aedes theobaldi
- Aedes thibaulti
- Aedes thomsoni
- Aedes thorntoni
- Aedes thurmanae
- Aedes timorensis
- Aedes tiptoni
- Aedes togoi
- Aedes tongae
- Aedes tonkinensis
- Aedes tonkingi
- Aedes tonsus
- Aedes tormentor
- Aedes tortilis
- Aedes toxopeusi
- Aedes tremulus
- Aedes treubi
- Aedes tricholabis
- Aedes trichurus
- Aedes trimaculatus
- Aedes triseriatus
- Aedes trivittatus
- Aedes trukensis
- Aedes tsiliensis
- Aedes tubbutiensis
- Aedes tulagiensis
- Aedes tulliae
- Aedes turneri
- Aedes tutuilae
- Aedes unicinctus
- Aedes unilineatus
- Aedes upatensis
- Aedes upolensis
- Aedes usambara
- Aedes valeryi
- Aedes vanemdeni
- Aedes vansomerenae
- Aedes vanus
- Aedes vargasi
- Aedes variepictus
- Aedes varipalpus
- Aedes varuae
- Aedes veeniae
- Aedes ventrovittis
- Aedes versicolor
- Aedes vexans
- Aedes vicarius
- Aedes vigilax
- Aedes vinsoni
- Aedes vittatus
- Aedes vittiger
- Aedes w-albus
- Aedes wadai
- Aedes walkeri
- Aedes wallacei
- Aedes wardangensis
- Aedes wardi
- Aedes washinoi
- Aedes wasselli
- Aedes watasei
- Aedes watteni
- Aedes wattensis
- Aedes wauensis
- Aedes wellmanii
- Aedes wendyae
- Aedes whartoni
- Aedes whitmorei
- Aedes wigglesworthi
- Aedes wilkersoni
- Aedes woodi
- Aedes yaeyamensis
- Aedes yamadai
- Aedes yangambiensis
- Aedes yunnanensis
- Aedes yvonneae
- Aedes zammitii
- Aedes zavortinki
- Aedes zethus
- Aedes zoosophus